# Pedro Berruguete

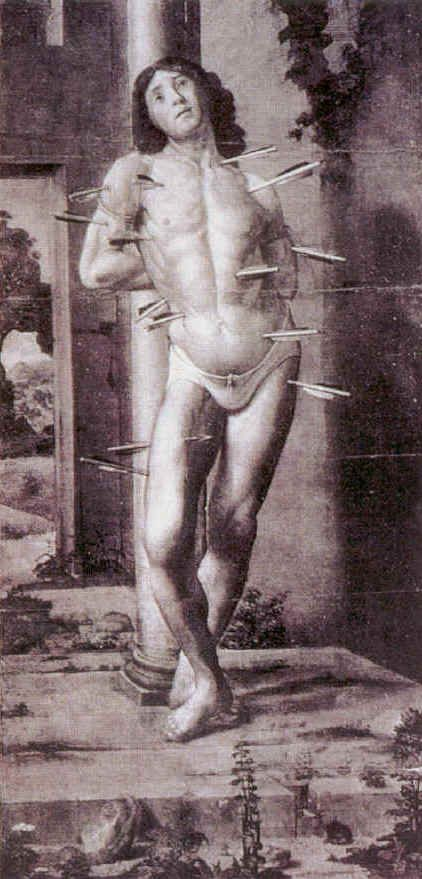
São Sebastião

Pedro Berruguete (Paredes de Nava, Palência, 1450 - 1504) foi um pintor espanhol cuja arte é considerada um estilo de transição entre a arte do Gótico e o Renascimento. Nascido em Paredes de Nava, Espanha, foi para Itália em 1480 e trabalhou na corte de Federico da Montefeltro em Urbino. Voltou para Espanha em 1482 e pintou em várias cidades como Sevilha, Toledo e Ávila. Vários autores consideram-no o primeiro pintor do Renascentismo em Espanha.
Foi pai de um importante escultor, Alonso Berruguete, considerado o escultor mais importante da Espanha na Renascença.[carece de fontes?]